# Oleschyn
Oleschyn (ukrainisch Олешин; russisch Олешин Oleschin) ist ein Dorf in der ukrainischen Oblast Chmelnyzkyj mit etwa 2300 Einwohnern (2015).

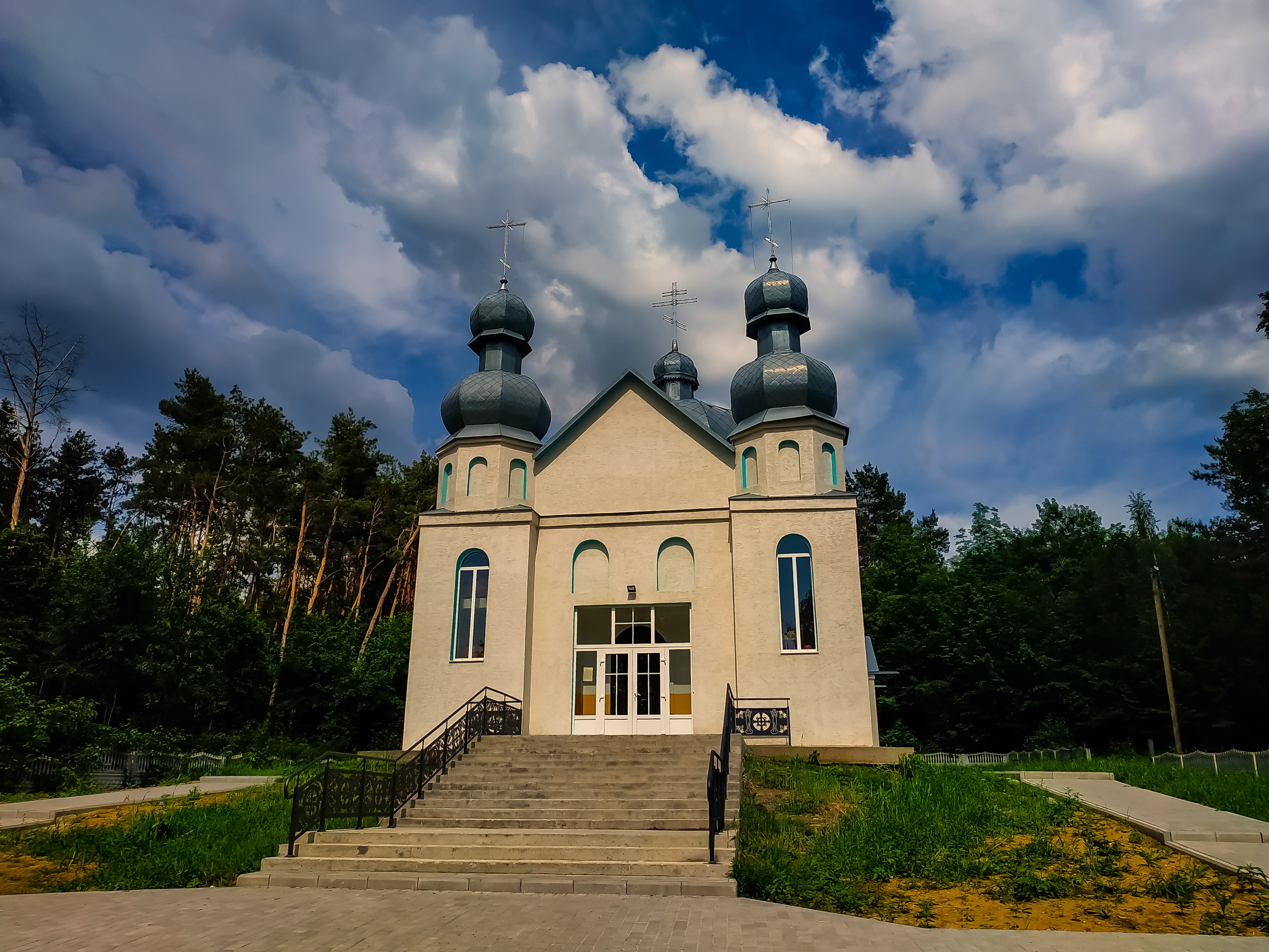
Kirche im Ort

Das 1494 erstmals schriftlich erwähnte Dorf liegt an der Mündung des Flüsschens Selena (Зелена) in den Südlichen Bug. Oleschyn grenzt an das Stadtgebiet der Oblasthauptstadt Chmelnyzkyj, dessen Stadtzentrum 10 km südöstlich vom Dorf liegt. Die Ortschaft besitzt eine Bahnstation an der Bahnstrecke Kelmenzi–Kalinkawitschy.
Am 12. Juni 2020 wurde das Dorf ein Teil der neugegründeten Stadtgemeinde Chmelnyzkyj, bis dahin bildete es zusammen mit den Dörfern Iwankiwzi (Іванківці), Tscherepiwka (Черепівка), Tscherepowa (Черепова) und Welyka Kalyniwka (Велика Калинівка) die gleichnamige Landratsgemeinde Oleschyn (Олешинська сільська громада/Oleschynska silska hromada) im Zentrum des Rajons Chmelnyzkyj. Bis 2017 bildete sie die Landratsgemeinde Oleschyn (Олешинська сільська рада/Oleschynska silska rada) zu der noch die Dörfer Iwankiwzi, Tscherepowa und Welyka Kalyniwka gehörten.